# Eumaeus obsoleta
Eumaeus obsoleta är en fjärilsart som beskrevs av Percy I. Lathy 1926. Eumaeus obsoleta ingår i släktet Eumaeus och familjen juvelvingar. Inga underarter finns listade i Catalogue of Life.